# Hrînciuk, Camenița
Hrînciuk (în ucraineană Гринчук) este localitatea de reședință a comunei Hrînciuk din raionul Camenița, regiunea Hmelnîțkîi, Ucraina.

## Demografie
Componența lingvistică a localității Hrînciuk
     Ucraineană (99,6%)
     Alte limbi (0,4%)
Conform recensământului din 2001, majoritatea populației localității Hrînciuk era vorbitoare de ucraineană (99,6%), existând în minoritate și vorbitori de alte limbi.